# Liste der Bodendenkmäler in Arnschwang
Auf dieser Seite sind die Bodendenkmäler in der Oberpfälzer Gemeinde Arnschwang zusammengestellt. Diese Tabelle ist eine Teilliste der Liste der Bodendenkmäler in Bayern. Grundlage ist die Bayerische Denkmalliste, die auf Basis des Bayerischen Denkmalschutzgesetzes vom 1. Oktober 1973 erstmals erstellt wurde und seither durch das Bayerische Landesamt für Denkmalpflege geführt wird. Die folgenden Angaben ersetzen nicht die rechtsverbindliche Auskunft der Denkmalschutzbehörde.

## Bodendenkmäler der Gemeinde Arnschwang

### Bodendenkmäler im Ortsteil Arnschwang
| Lage                  | Objekt | Akten-Nr.     | Bild |
| --------------------- | --- | ------------- | ---- |
| Arnschwang (Standort) | Mittelalterliche Landwehr (Wegesperre). | D-3-6742-0003 |      |
| Arnschwang (Standort) | Archäologische Befunde des Mittelalters und der frühen Neuzeit im Bereich des ehemaligen Schlosses von Arnschwang, zuvor mittelalterliche Burg. | D-3-6742-0004 |      |
| Arnschwang (Standort) | Spätpaläolithische Freilandstation. | D-3-6742-0068 |      |
| Arnschwang (Standort) | Spätpaläolithische Freilandstation. | D-3-6742-0071 |      |
| Arnschwang (Standort) | Mesolithische Freilandstation. | D-3-6742-0072 |      |
| Arnschwang (Standort) | Spätpaläolithische und mesolithische Freilandstation, vorgeschichtliche Siedlung. | D-3-6742-0074 |      |
| Arnschwang (Standort) | Mittelalterlicher Erdstall. | D-3-6742-0094 |      |
| Arnschwang (Standort) | Spätpaläolithische und mesolithische Freilandstation. | D-3-6742-0147 |      |
| Arnschwang (Standort) | Archäologische Befunde des Mittelalters und der frühen Neuzeit im Bereich der Katholischen Pfarrkirche in Arnschwang, darunter die Spuren von Vorgängerbauten bzw. älteren Bauphasen sowie von abgebrochenen Bauteilen der ehemalige Kirchenbefestigung. | D-3-6742-0165 |      |
| Arnschwang (Standort) | Mittelalterliche Erdställe. | D-3-6742-0180 |      |
| Arnschwang (Standort) | Historische Altstraßentrasse. | D-3-6742-0186 |      |
| Arnschwang (Standort) | Historische Altstraßentrasse. | D-3-6742-0187 |      |
| Arnschwang (Standort) | Grabhügel vorgeschichtlicher Zeitstellung. | D-3-6743-0001 |      |

### Bodendenkmäler im Ortsteil Nößwartling
| Lage                   | Objekt                                                | Akten-Nr.     | Bild |
| ---------------------- | ----------------------------------------------------- | ------------- | ---- |
| Nößwartling (Standort) | Spätpaläolithische und mesolithische Freilandstation. | D-3-6742-0029 |      |
| Nößwartling (Standort) | Spätlatènezeitliche Viereckschanze.                   | D-3-6742-0032 |      |
| Nößwartling (Standort) | Mittelalterlicher Erdstall.                           | D-3-6742-0034 |      |
| Nößwartling (Standort) | Spätpaläolithische und mesolithische Freilandstation. | D-3-6742-0183 |      |
| Nößwartling (Standort) | Mittelalterlicher Erdstall.                           | D-3-6742-0188 |      |

### Bodendenkmäler im Ortsteil Zenching
| Lage                | Objekt | Akten-Nr.     | Bild |
| ------------------- | --- | ------------- | ---- |
| Zenching (Standort) | Mittelalterlicher Erdstall. | D-3-6742-0091 |      |
| Zenching (Standort) | Archäologische Befunde des Mittelalters und der frühen Neuzeit im Bereich der Katholischen Expositurkirche St. Ägidius in Zenching, darunter die Spuren von Vorgängerbauten bzw. älteren Bauphasen und der abgegangenen Friedhofsbefestigung. | D-3-6742-0093 |      |
| Zenching (Standort) | Grabhügel vorgeschichtlicher Zeitstellung. | D-3-6743-0027 |      |
| Zenching (Standort) | Mittelalterlicher Erdstall. | D-3-6743-0029 |      |